# ナイジェル・ファラージ
ナイジェル・ポール・ファラージ（Nigel Paul Farage [ˈfærɑːʒ]、1964年4月3日 - ）は、イギリスの政治家。庶民院議員（1期）、リフォームUK（旧：ブレグジット党）党首。イギリスの欧州連合からの脱退と主権回復を目指す欧州懐疑主義運動のパイオニア的存在である。

## 来歴

### 若年期
1964年、ケント近郊のダウンで証券取引員の家庭に生まれる。ファラージの家系はフランスにおけるカトリック教会の弾圧を逃れイングランドに亡命したユグノーであり、母方はドイツ系だった。
パブリック・スクールのダリッジ・カレッジで学生時代にジョン・スチュアート・ミルの『自由論』を読み、それ以来古典的自由主義思想を持つようになった。また保守党内で右派として知られたキース・ジョセフがファラージの学校を訪問した際、その政治姿勢に感銘を受けて保守党に入党。積極的に政治活動に携わるようになる。その後、ジョセフに連なるマーガレット・サッチャーが首相に就任すると、その熱烈な支持者となった。ファラージは自身の保守的な見解により、左翼思想の人物が多い教師達からは敵視されていたと述べている。
1982年、ダリッジ・カレッジ卒業。大学に進学せず、シティ・オブ・ロンドンの商品先物取引市場で主に鉛や亜鉛などの非鉄金属売買取引に関わり、コモディティー・ブローカー会社のドレクセル・バーナム・ランバートやクレディ・リヨネ銀行などの金融機関を転々とする。
1985年、交通事故によって頭と左足に重傷を負う。当初左足を切断しなければならないと言われていたが、奇跡的に切断することなく怪我から回復した。足をギブスで固定したまま1年近く過ごすこととなり、この時彼の治療を担当した看護師が最初の妻となった。1986年末には精巣癌が判明し、睾丸の1つを摘出したが他の臓器には転移しておらず、後に完治した。そして1988年に結婚し、1989年と1991年には2人の子供に恵まれた。
1989年の欧州議会選挙では、欧州懐疑主義政策への支持から、左派の緑の党に投票した。
また、ファラージは10代の頃から保守党員であったが、サッチャーの後任となったジョン・メージャーがマーストリヒト条約に署名したことに抗議して1992年に離党した。その後、1993年にイギリス独立党（UKIP）を結党した。

### 欧州議会
1994年の欧州議会選挙と議会補欠選挙、1997年のイギリス総選挙に出馬したがいずれも落選。この頃、最初の妻と離婚した。その後、1999年から2015年の間に5回連続総選挙に立候補したが、全て落選した。しかし、1999年に南東イングランド選挙区から欧州議会選挙に当選。同年にドイツ人女性のカーステン・メアと再婚した。そのため、子供はドイツ語を話すバイリンガルに育てている。このことから、ファラージは自らの反EUの立場はヨーロッパへの嫌悪ではなく、あくまでEUという政治機構に対する反発であると述べている。以降、2004年、2009年、2014、2019年の欧州議会選挙で5期連続で当選している。後にUKIP党首のほか、欧州議会における会派・自由と民主主義のヨーロッパの代表も務めた。

### イギリス独立党党首
2006年9月12日に行われた党首選挙で45％の票を獲得し、イギリス独立党の第5代党首に就任した。就任演説では、党に規律をもたらして地域、国会等の選挙でUKIPの影響力をより拡大すると誓った。ファラージの党首就任後、UKIPはイギリスがEUを離脱し、劇的に移民を減少させることを望んでいる政党として知名度を拡大させた。しかしこのような理由から、一部の国民はUKIPを「反外国人」的であると感じ、否定的に評価した。しかしファラージは、外国人の入国に反対しているのではなく無制限な入国に対して反対しているのだと反論した。
2009年には、翌年の総選挙での当選に向けて選挙運動を行うため、UKIPの党首を辞任した。
選挙当日の朝である2010年5月6日、ファラージは2人乗りの小さな飛行機に搭乗し、UKIPのバナー(スローガンなどを掲げた旗のこと)を掲げていた。しかしそのバナーが機体の尾翼に絡まり、飛行機は墜落してしまった。ファラージは一命を取り留めたものの、胸骨と3本の肋骨を骨折し、肺にも穴が空く重傷だった。やがて怪我から回復したが、現在でもゴルフなどいくつかのスポーツを制限されている。
結局、総選挙では議席を獲得することができなかったため、2010年後半に再びUKIPの党首選に立候補し、返り咲きを果たした。
その後、今まで以上にUKIPの知名度は上がっていき、2014年にUKIPは、欧州議会選挙で最多数の票を獲得した。1906年以降、労働党や保守党以外の政党が選挙で最多数の票を獲得したのは初めてであった。この衝撃的な結果によりイギリス政界はパニックに陥った。
翌年イギリスは総選挙を行う予定となっており、当時のデーヴィッド・キャメロン首相はUKIPの人気に大きな懸念を抱いていた。彼はUKIPが保守党から多くの票を奪い、最大野党・労働党が選挙で漁夫の利を得るシナリオを最も恐れていた。さらに保守党の政治家の約20%が反EUであることも考慮し、2017年までにEU離脱の国民投票を行うことを約束した。結果、保守党は単独過半数を獲得して選挙に勝利した。
この総選挙でファラージは、またも議席を獲得することができず、責任を取りUKIPの党首を辞任することを発表したが、党内からの強い慰留を受けて撤回した。
ファラージは2016年の国民投票に向けて選挙活動に力を入れ、大きな成功を収めた。この国民投票で、イギリス国民の過半数がEU離脱に投票し、ブレグジットが実現した。
2016年9月16日、イギリスの欧州連合離脱是非を問う国民投票での勝利が達成されたことから「自分の生活を取り戻す」として党首を辞任。その後、後任のダイアン・ジェームスも早々と辞任したため、10月5日に暫定的な党首に選ばれた。11月28日にはポール・ナットルが党首に選ばれたため、暫定党首を退任した。

### 国民投票以降
2016年の後半、アメリカ合衆国大統領選挙に立候補していたドナルド・トランプの応援演説を行い、トランプへの支持を表明した。
党首辞任以降も依然として欧州議会議員を務め、LBCラジオ局で放送される政治討論プログラムの司会者にもなった。
2018年12月にはUKIPを離党。その理由としてファラージはイスラム過激派に反対しているが、UKIPは全てのイスラム教徒に反対し、今や宗教的な十字軍のようになってしまったからだと述べた。そしてUKIPが、党の評判を悪くするような人物(極右でイングランド防衛同盟のトミー・ロビンソン)を新しいメンバーとして受け入れていると述べた。

### ブレグジット党
2019年4月12日、新たな欧州懐疑主義政党・ブレグジット党を結成し、同年5月の欧州議会議員選挙に出馬する意向を表明。選挙運動中に、暴漢によりミルクセーキをかけられるハプニングもあったが、ブレグジット党は保守党・労働党の二大政党を差し置いて首位となり圧勝した。

### リフォームUK
COVID-19パンデミックの初期段階では、ボリス・ジョンソン政権が当時追求していた経済優先の集団免疫政策を批判した。しかし、ジョンソンの戦略が変わり、病気を管理するために様々なロックダウン措置が導入された後、ファラージは2020年11月に「治療は病気よりも更に悪い」と考えていると述べ、2020年11月3日、休止状態であったブレグジット党をリフォームUK（Reform UK）に改め、新型コロナウイルスの感染拡大防止に向けた政府のロックダウン（都市封鎖）措置に反対していくと表明した。ファラージはロックダウンを「残酷で不必要」と表現し、グレート・バリントン宣言を支持した。
2024年7月4日に執行されたイギリス下院議会総選挙で、8回目の挑戦にして初当選を果たした。
ドナルド・トランプ次期米政権において新設される政府効率化省の共同議長に就任予定のイーロン・マスクはかねてからファラージとリフォームUKの支持者であり、ファラージは2024年12月16日に米フロリダ州にあるトランプの別荘マー・ア・ラゴにて党の財務担当と共にマスクと会談。ファラージはその場で資金の話をしたことを明かし、マスクがリフォームUKに対して政治献金を行うことについて話し合いが持たれた。しかし著名な極右活動家トミー・ロビンソンの扱いを巡って両者間に亀裂が生じ、マスクは数週間後の2025年1月に自身の経営するXにおいてファラージには党を率いる資質がないとして党首の交代を要求。ファラージはこの発言に反発し、決して自分の信念は売り渡さないと反論した。2025年5月1日に執行された下院補欠選挙や地方選挙でリフォームUKが大躍進を果たしたことで、ファラージは二大政党に対抗する最有力挑戦者としての地位を固めたと評された。

## 政策・主張

### 経済
1999年に欧州議会議員に就任したころから、ユーロ導入に反対している。理由としては、金利体系が異なる国同士ではうまく機能しないからだと主張し、例としてドイツとギリシャを挙げている。
また、企業や銀行に対しての政府による緊急援助の行使に強く反対しており、緊急援助は根本的な問題解決にはならないと主張している。
移民が福祉を受けるためには、5年間以上イギリスに住んでいる必要があると主張している。また、脱税が起きる原因は「過酷な税率」にあると指摘し、公平な税制が必要であると主張している。

### 環境問題
2013年に風力タービンに関するデービッド・キャメロンの政策を批判し、風力タービンを「醜くて、うんざりするほどひどい風車」と評した。
また、「環境保護のために、火力発電所はクリーン技術を使用しなければならない」と主張している。
増しつつある環境問題への強迫観念は、EUの連邦主義に利用されていると批判している。また、気候変動は「詐欺」だと主張している。

### ヘルスケア
ドラッグ規制は社会の改善には繋がらないと考え、反対している。また、公共施設においての喫煙を禁止することは「愚かで偏狭である」であると主張し、反対している。そのかわりに、ドイツのいくつかの州で行われているように、分離された喫煙所を設置することを主張している。
NHSは移民の増加により財源が逼迫しているため、改革が必要であると主張している。また、労働党がPFIを利用して高コストの病院を多く建設したことを批判している。
NHSにおいて、重病者のために使われるべきお金がHIVに感染した移民のために使われていると主張している。

### 移民
イギリスを乗っ取るために来る移民には反対するが、イギリス社会に順応する移民は歓迎すると主張している。移民政策については、ジョン・ハワード首相時代のオーストラリアの方針を採用するべきだと主張している。
2013年にはシリア内戦による難民をもっと多く受け入れるべきだと主張した。難民の多くはシリアにおいてマイノリティーであるキリスト教徒だと述べている。
2015年に欧州難民危機が起こった時、難民であると主張している人々の大部分は、実は経済移民であり、一部にイスラム国の戦士が紛れていると主張した。

### 外交
イラクとアフガニスタンでの戦争への関与に強く反対している。キャメロンやサルコジが承認したNATOによるリビアへの軍事介入によって難民が発生したと主張している。
イギリスがサウジアラビアと緊密な関係にあることを批判し、2018年のジャマル・カショギ暗殺事件において、西洋諸国がサウジアラビアの責任を追及することに消極的であることを批判した。
フランスのエマニュエル・マクロン大統領はEUの権限拡大を望む「グローバリスト」であると主張している。また、トルコによるEU加盟要求や、難民危機での「脅迫」を非難している。
プーチンについては、シリア内戦における対応は評価するが、ジャーナリストへの弾圧には反対するとしている。
また、ロシアに対するEUの軍国主義的な態度を批判している。
イランに対しては、2013年時点では制裁に反対し、イランに対して強硬派であるイスラエルを非難していた。しかし、2018年には「イランにおける体制転換は正しいことである」と宣言し、立場を転換させた。
アメリカの上院議員ランド・ポールを支持しており、ポールのことを自身の「政治的なドッペルゲンガー」と表現している。

### 銃規制
銃規制に反対し、責任を持った銃の所有は銃犯罪には繋がらないと主張している。

### 新型コロナウイルス対策
ロックダウンは「利益より害の方が多い」として、高齢者ら感染によるリスクが高い人々は保護する一方、リスクが低い人々の自由を尊重すべきだと訴えている。

## 演説
ファラージは演説の名手であり、知名度の上昇は、欧州議会でのEUの高級官僚（ユーロクラート）に対する歯に衣着せぬ批判や、様々なスピーチがYouTubeなどを通じてネット上で好評を得たことにある。ファラージの毒舌は国家元首や首相にも同様に向けられ、ヘルマン・ファン・ロンパウのEU大統領就任において、「あなたは何者だ」「私もヨーロッパの誰もあなたの名前など一度も聞いたこともない」「全ての英国人を代表して言うが、私たちはあなたを知らないし、必要ともしないから、さっさとお辞めになりなさい」と言い放ち、後に2700ユーロの懲罰金を払わされることとなった。

## 私生活

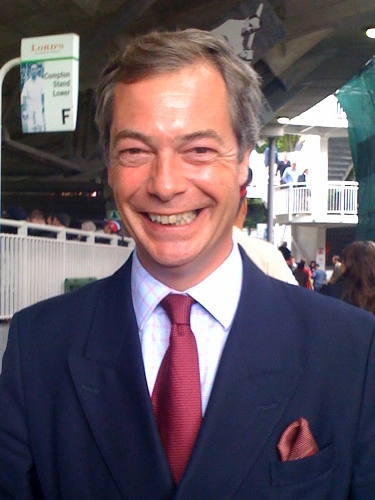
2009年

二度結婚しており、最初の妻はアイルランド人の看護師、二番目の妻はドイツ人である。
信仰はキリスト教。クリケットの大ファンで、ゴルフやフットボールも好んでいる。喫煙者であり、ビール愛飲家である。

## 発言録
- 2005年、当時イギリス首相であったトニー・ブレアに対して
「何で我々のロンドンの公共サービスがボロボロになっているというのに、ワルシャワの新型下水道やらブダペストの新地下鉄網建設に我々が金を払わなきゃいけないんですか？」
- 2008年、当時のフランス大統領ニコラ・サルコジに対して
「あんたは物事を理解できてないですね。ヨーロッパの人々はこれ以上深い政治的統合を望んでいないんですよ。だからフランスでも、オランダでも、アイルランドでも、（EU憲法に対して国民投票で）NOと言ったんですよ」
- 2009年、当時のイギリス首相ゴードン・ブラウンに対して
「あなたが財務大臣に就任して最初にやったことは、400トンの金を1オンスあたり275ドルで売ったことでした。今日（2009年3月24日）の相場だったら100億ドル以上になってました。」「私たちは何の謝罪も聞いてませんよ。あなたはアムリットサル事件について謝罪しました、奴隷制について謝罪しました。ほとんどあらゆる全てのことについて謝罪しました。それじゃあ、あなたが財務大臣としてやったことについても謝罪していただけますか？」